# Kim Je-deok
Je-Deok Kim (hangŭl: 김제덕) (12 aprile 2004) è un arciere sudcoreano.

## Palmarès
- Giochi olimpici

Tokyo 2020: oro nella gara a squadre, oro nella gara a squadre miste
Parigi 2024: oro nella gara a squadre.